# Natty Dread
Natty Dread es el séptimo álbum de Bob Marley & The Wailers lanzado en 1974. Natty Dread fue el primer álbum lanzado con el nombre de Bob Marley & The Wailers (a diferencia de The Wailers) y el primero grabado sin Peter Tosh y Bunny Wailer en la banda. Es también el primer álbum grabado con las I-Threes, un trío vocal femenino que incluyó la esposa de Bob, Rita Marley, junto con Marcia Griffiths y Judy Mowatt. 

## Temática
Este álbum tiene una declaración política y social espiritualmente cargada. Comienza con una celebración positiva influenciada por el blues del skanking, el reggae y el sexo, canciones como Them Belly Full (But We Hungry) "es una advertencia en contra de permitir que los pobres de una nación pasen hambre, con la advertencia profética" una mafia hambrienta es una mafia enojada ", mientras que "Talkin 'Blues" y "Revolution" profundizan en controversias políticas comentario. "Rebel Music (3 O'Clock Roadblock)" es una reflexión sobre el impacto potencial de la música reggae en la sociedad jamaicana. La canción fue escrita después de que Marley había sido detenido por un chequeo policial nocturno. La influencia de la creciente devoción de Marley a la creencia Rastafari se puede escuchar en canciones de temática religiosa como "So Jah S'eh", "Natty Dread" y "Lively Up Yourself", mientras que la reputación de Marley como romántico se confirma con canciones suaves y seductoras como "Bend Down Low". La canción principal del álbum toma su título de una personificación idealizada del movimiento Rastafari, Natty Dread.

## Gira promocional y concierto de reunión de los Wailers originales
Tras el lanzamiento de álbum, la gira promocional de Natty Dread se realizó al año siguiente entre el 6 de junio y 20 de julio de 1975, tras el término de la gira se lanzó el primer álbum en vivo de Bob Marley llamado Live!, en cual fue grabado el 18 y 19 de julio de 1975 en el Teatro Lyceum de Londres durante la última etapa de la gira "Natty Dread" en el Reino Unido, dentro de aquel álbum en vivo se incluye entre el listado de canciones a "No Woman, No Cry", la canción más conocida de Natty Dread, aquella versión en directo en "Live!" fue más famosa que la versión de estudio incluida en "Natty Dread", aquella presentación en vivo de esa canción fue la versión que se incluyó en varios recopilatorios, como en Legend. Antes del lanzamiento de Live, el 4 de octubre de 1975, Bob Marley se reunió con Peter Tosh y Bunny Wailer en el Estadio Nacional de Kingston para un concierto especial para la apertura del concierto de Stevie Wonder, antes de las grabaciones de Natty Dread en 1974, Marley realizó un par de conciertos en ese año con el resto de los Wailers, donde Peter Tosh y Bunny Wailer tocaron otra vez con ellos, Tosh y Wailer participaron de esos conciertos que se realizaron, convirtiéndose también en los últimos conciertos en contar con su presencia en el escenario como miembros fundadores, que tras esto, cada uno inició su carrera solista. El posterior concierto celebrado en el Estadio Nacional de Kingston en 1975 sería la última actuación de los tres Wailers originales juntos tocando en el escenario. Tras esto. Marley comenzaría a grabar en el próximo álbum en cual sería Rastaman Vibration lanzado al año siguiente.
Natty Dread llegó al puesto 44 en la cartelera Black Albums y al puesto 92 de la cartelera Pop Albums de la revista Billboard. En 2003 el álbum fue clasificado en el número 181 de la lista de los 500 Mejores Álbumes de todos los tiempos de la revista Rolling Stone.

## Listado de canciones

### Cara A
1. "Lively Up Yourself" (Bob Marley) – 5:29
2. "No Woman, No Cry" (Vincent Ford) – 3:46
3. "Them Belly Full (But We Hungry)" (Lecon Cogill/Carlton Barrett) – 3:13
4. "Rebel Music (3 O'Clock Roadblock)" (Aston Barrett/Hugh Peart) – 6:40

### Cara B
1. "So Jah Say" (Rita Marley/Willy Francisco) – 4:25
2. "Natty Dread" (Rita Marley/Allen Cole) – 3:33
3. "Bend Down Low" (Bob Marley) – 3:21
4. "Talkin' Blues" (Lecon Cogill/Carlton Barrett) – 4:06
5. "Revolution" (Bob Marley) – 4:20

### Tema extra agregado en 2001
1. "Am-A-Do" (Bob Marley) - 3:20

## Versión actual en CD
1. "Lively Up Yourself" (Bob Marley) – 5:11
2. "No Woman, No Cry" (Vincent Ford) – 3:46
3. "Them Belly Full (But We Hungry)" (Lecon Cogill/Carlton Barrett) – 3:13
4. "Rebel Music (3 O'Clock Roadblock)" (Aston Barrett/Hugh Peart) – 6:45
5. "So Jah Seh" (Rita Marley/Willy Francisco) – 4:27
6. "Natty Dread" (Rita Marley/Alan Cole) – 3:35
7. "Bend Down Low" (Bob Marley) – 3:22
8. "Talkin' Blues" (Lecon Cogill/Carlton Barrett) – 4:06
9. "Revolution" (Bob Marley) – 4:23
10. "Am-A-Do"(bonus track) (Bob Marley) - 3:20

## Créditos
- Bob Marley- cantante, guitarra rítmica
- Aston Barrett - bajo
- Carlton Barrett - tambores, percusión
- Bernard "Touter" Harvey - piano, órgano
- Al Anderson - guitarra
- The I-Threes (Rita Marley, Judy Mowatt, Marcia Griffiths) - coros
- Sylvan Morris - técnicos
- Phil Ault - técnicos
- Chris Blackwell - productor
- The Wailers - productor
- Tony Wright - diseñador